# Kosovos nationalforsamling
Kosovos nationalforsamling (albansk: Kuvendi i Kosovës) er Kosovos parlament og lovgivende forsamling, det har et kammer. Parlamentet reguleres af «Den konstitutionelle ramme for selvstyre i Kosovo» (Constitutional framework for provisional self-government in Kosovo.) vedtaget af FN's generalsekretær i 2001.
FNs specialudsending UNMIK til Kosovo kan på visse betingelser ophæve love vedtaget af parlamentet.

## Sammensætning og opgaver
Parlamentet har 120 repræsentanter, hvoraf 100 vælges gennem direkte valg. 20 pladser er forbeholdt minoriteterne; 10 af pladserne går til serberne og 10 til de andre ikke-serbiske minoriteter uafhængig af, hvor mange stemmer de har fået i valget.
Nogen af de andre opgaver til parlamentet er at:
- vælge parlamentets præsident og præsidentskab
- godkende statsministeren og hans ministre
- gennemgå og godkende internationale aftaler